# (3588) Кирик
(3588) Кирик (лат. Kirik) — типичный астероид главного пояса, открыт 8 октября 1981 года советским астрономом Людмилой Черных в Крымской астрофизической обсерватории и 27 августа 1988 года назван в честь летописца Кирика Новгородца.

## Обнаружение и именование
(3588) Кирик
Открыт 8 октября 1981 года в Научном Л. И. Черных.
Назван в честь летописца XII века из города Новгорода Кирика Новгородца, автора первого русского трактата о лунно-солнечном календаре. «Первая Новгородская летопись» содержит множество его замечаний о различных астрономических событиях, которые он наблюдал.
Оригинальный текст (англ.)3588 Kirik
Discovered 1981-10-08 by Chernykh, L. at Nauchnyj.
Named for Kirik Novgorodets, a twelfth-century chronicler from the town of Novgorod, author of the first Russian treatise on the luni-solar calendar. "The First Novgorod Chronicle" contains many of his remarks about the various astronomical events he observed.
Источники: DISCOVERY.DB; M.P.C. 13481.

## Орбита

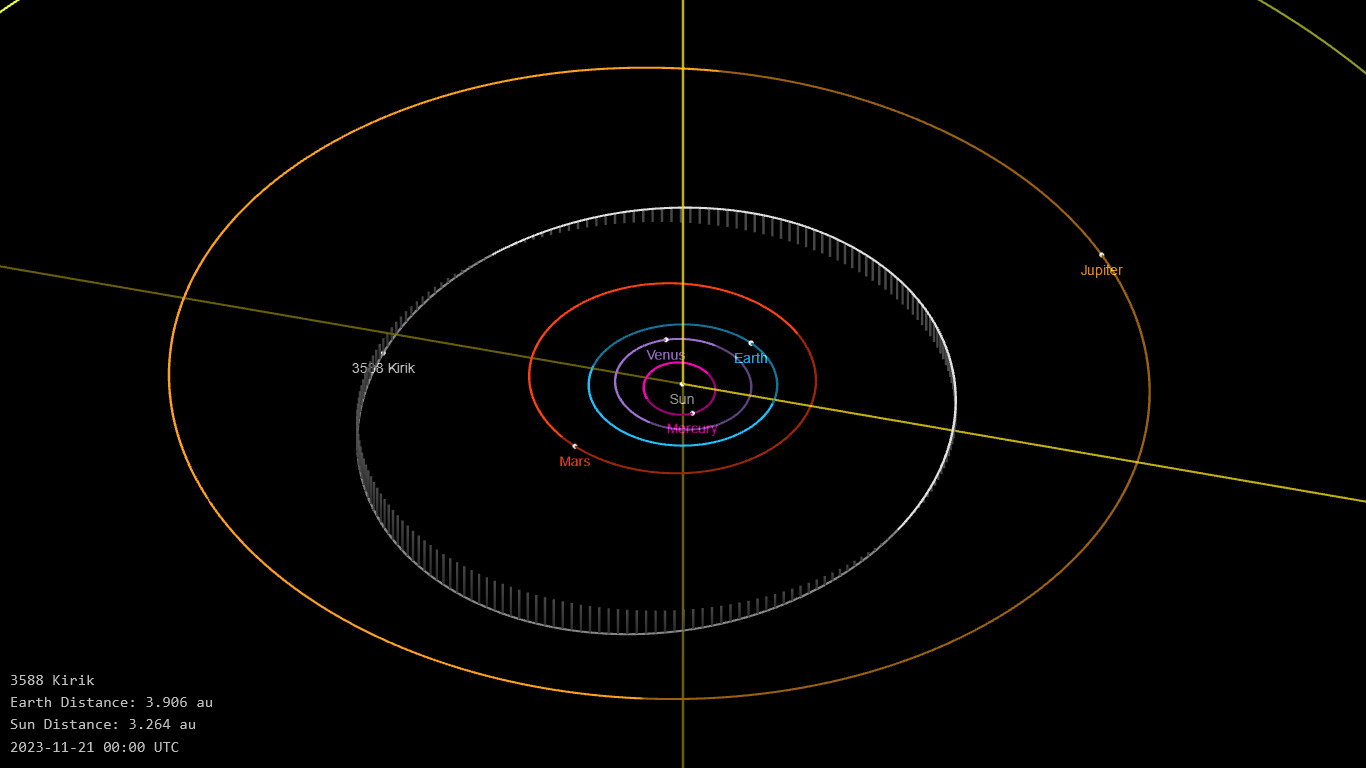
Орбита астероида Кирик и его положение в Солнечной системе

## Физические характеристики
Астероид относится к таксономическому классу C.
По результатам наблюдений системы телескопов панорамного обзора и быстрого реагирования Pan-STARRS и наблюдений системы последнего оповещения о столкновении астероида с Землей Asteroid Terrestrial-impact Last Alert System абсолютная звёздная величина астероида сначала оценивалась равной 12,48±0,20m, позже — 12,57±0,111m и 12,10±0,147m.